# Mario Salvati
Mario Salvati (fl. XX secolo) è stato un allenatore di calcio e calciatore italiano, di ruolo difensore.

## Carriera

### Giocatore
Nella stagione 1936-1937 esordisce nel Taranto, con cui gioca una partita in Coppa Italia e 2 partite in Serie C, campionato che i pugliesi vincono ottenendo pertanto la promozione in Serie B.
Nella stagione 1937-1938 segna un gol in 8 presenze in Prima Divisione con la Pro Italia, con cui ottiene la promozione in Serie C. Nella stagione 1938-1939 ha giocato una partita in Coppa Italia e 20 partite in Serie C sempre con la Pro Italia, venendo riconfermato in squadra anche per la stagione 1939-1940 ha giocato 5 partite in Coppa Italia e 21 partite in Serie C.
Nella stagione 1940-1941 ha segnato un gol in 3 presenze in Coppa Italia e un gol in 22 presenze in Serie C con il Taranto, squadra di cui in questa stagione è inoltre stato capitano; ricopre questo ruolo anche nella stagione 1941-1942, nella quale segna un gol in 19 presenze in Serie C. Continua a mantenere il ruolo di capitano della squadra pugliese anche nella stagione 1942-1943, nella quale va a segno 2 volte in 21 presenze sempre in terza serie. Nel 1945 ha giocato 7 partite nel campionato pugliese nella Pro Italia di Taranto. Nella stagione 1945-1946 ha invece giocato 13 partite in Serie C nell'Audace Taranto. Infine, nella stagione 1946-1947 è tornato a vestire la maglia del Taranto, con cui ha disputato 27 partite in Serie B.

### Allenatore
Nella stagione 1949-1950 ha allenato per sette partite (dalla dodicesima alla diciannovesima giornata) l'Arsenaltaranto, in Serie B, venendo poi esonerato in favore di Mario Tedeschi.

## Palmarès

### Giocatore

#### Competizioni nazionali
- Serie C: 1

Taranto: 1936-1937